# Adam Małysz
Adam Henryk Małysz [mauyš] (* 3. prosinec 1977 Wisła) je bývalý polský skokan na lyžích. Je považován za jednoho z nejlepších a nejúspěšnějších skokanů všech dob. Vyhrál 39 závodů světového poháru, více závodů vyhráli pouze Fin Matti Nykänen (46) a Rakušan Gregor Schlierenzauer (53). Adam Małysz je jediným skokanem, který vyhrál 4x světový pohár (podobně jako Nykänen), z toho třikrát za sebou a to v sezónách 2000/2001, 2001/2002, 2002/2003 (čtvrté vítězství pak přidal v sezóně 2006/2007). Celkem 90x se ve světovém poháru umístil na stupních vítězů, což jej řadí na druhé místo historických tabulek za Janne Ahonena se 106 umístěními.
V roce 2001 získal na mistrovství světa ve skocích na lyžích na středním můstku (K-90) zlatou medaili a na velkém můstku (K-116) se umístil druhý. V roce 2001 rovněž vyhrál Turné čtyř můstků.
Na ZOH v Salt Lake City získal bronzovou medaili na středním můstku a stříbrnou medaili na velkém můstku. O osm let později na ZOH ve Vancouveru získal hned dvě stříbrné medaile (na středním i velkém můstku), v obou závodech ho předstihl Švýcar Simon Ammann.
Na mistrovství světa v roce 2003 získal zlatou medaili jak na středním, tak i na velkém můstku. Adam Małysz je v současnosti jedním z nejpopulárnějších polských sportovců a čtyřikrát byl zvolen nejlepším polským sportovcem (2001–2003, 2007).
Po ukončení skokanské kariéry se třikrát zúčastnil Rallye Dakar v letech 2012, 2013 a 2014, přičemž se umístil postupně na 37., 15. a 13. místě.
Jeho vzorem je bývalý německý skokan na lyžích Jens Weißflog.
Je ženatý s Izabelou, roz. Polok, má dceru Karolinu. Vyznáním je evangelík.